# Seven Days Walking (Day 5)
Seven Days Walking (Day 5) è un album di Ludovico Einaudi pubblicato il 19 luglio 2019, quinta parte del progetto Seven Days Walking
Golden Butterflies è stato pubblicato come singolo il 28 giugno 2019 e Ascent il 12 luglio 2019.

## Tracce
1. Ascent – 5:48
2. Golden Butterflies Var. 1 – 2:53
3. Gravity Var. 1 – 6:24
4. Matches Var. 1 – 2:52
5. View from the Other Side Var. 1 – 3:04
6. Full Moon – 3:42
7. Campfire Var. 1 – 3:23
8. Cold Wind – 5:26
9. Golden Butterflies – 6:01
10. Low Mist – 4:14
11. Low Mist Var. 1 – 4:42

Durata totale: 48:29

## Formazione
- Ludovico Einaudi: Piano
- Federico Mecozzi: Violino,Viola
- Redi Hasa: Cello